# Žerotín (ort i Tjeckien, Ústí nad Labem)
Žerotín är en ort i Tjeckien.   Den ligger i regionen Ústí nad Labem, i den nordvästra delen av landet, 40 km nordväst om huvudstaden Prag. Žerotín ligger 339 meter över havet och antalet invånare är 174.
Terrängen runt Žerotín är platt åt sydost, men åt nordväst är den kuperad. Runt Žerotín är det ganska glesbefolkat, med 38 invånare per kvadratkilometer. Närmaste större samhälle är Louny, 11,3 km nordväst om Žerotín. Trakten runt Žerotín består till största delen av jordbruksmark.